# 碾李村
碾李村，中华人民共和国山东省东营市利津县北宋镇所辖行政村。位于利津县西南部。全村人口216户，764人(2010年底)。耕地面积1433亩。区划代码370522101257。